# Casa do Ouvidor
A Casa do Ouvidor é um casarão histórico, construída no século XVII, em estilo nobre urbana, servia de residência para os Jesuítas e posteriormente serviu como sede do Poder Judiciário. Localiza-se no Centro Histórico da cidade de Jaguaripe, no estado da Bahia, no sopé da ladeira que conduz à Matriz, em uma das esquinas da Praça da Bandeira. o Casarão foi tombado pelo Instituto do Patrimônio Histórico e Artístico Nacional (IPHAN), em 27 de julho de 1962, sob o processo de nº 642.T.1961.
Atualmente, no casarão, funciona o Fórum Municipal.

## Arquitetura
O casarão possui um estilo nobre urbano, com dois pavimentos e um sótão, sem recuo. Há uma varanda voltada para um pequeno quintal nos fundos. Possui uma planta similar a um quadrado, característica comum do período colonial com telhado de três águas, com beira-seveira. A fachada possui quinas com grossos cunhais de argamassa. Através de uma grande escada ingressa-se ao imóvel.
A cozinha fica no nível do sobrado, sobre terraplanagem e ainda possui o antigo forno à lenha. No pavimento térreo, o piso é atijolado e os demais pavimentos o piso é de madeira 
O pavimento nobre da construção possui uma vista que permite ver a maior parte das casas da cidade devido à inexistência de edifícios próximos ao sobrado. A distribuição dos cômodos segue também os padrões arquitetônicos do século XVII: os salões nobres encontram-se próximo à fachada principal, que dá visão à rua, no espaço intermediário estão localizadas as alcovas e quartos, e então a varanda que leva à sala de jantar sobre o quintal. As janelas e portas foram feitas de carpintaria almofadada e nos armários embutidos ainda se encontram pinturas decorativas em seu interior.